# Nesodynerus niihauensis
Nesodynerus niihauensis är en stekelart som beskrevs av Yosh. 1959. Nesodynerus niihauensis ingår i släktet Nesodynerus och familjen Eumenidae. Inga underarter finns listade i Catalogue of Life.